# 栩原笑生
栩原 笑生（とちはら しょうき、1993年9月3日 - ）は、日本の子役、俳優。フラッグス・ビーンズを経て、現在はインフィニティーアベニュー所属。兄は俳優の栩原楽人。

## 出演

### テレビドラマ
- 西遊記 第五巻（話）（2006年2月6日、フジテレビ） - 純純（演：吉武怜朗)の子分役
- セクシーボイスアンドロボ（2007年、日本テレビ）
- わたしたちの教科書（2007年、フジテレビ）
- 佐々木夫妻の仁義なき戦い（2008年2月3日、TBS）第3話

### テレビ番組
- 激闘!オレごはん「夏休みの料理の宿題」（2005年8月6日、東海テレビ）
- 私のきもち（NHK教育テレビ）

### 映画
- 行定勲監督作品　遠くの空に消えた（2007年8月公開、ギャガ・コミュニケーションズ）- 馬酔村の子供達 役

### ビデオ
- こっくりさん（2005年）